# Los cinco órdenes de la Arquitectura
Regola delli cinque ordini d'architettura (en castellano: Los cinco órdenes de la Arquitectura), es un tratado acerca de la arquitectura escrito en italiano por el humanista modenés Jacopo Barozzi de Vignola en torno al año 1562. Esta obra es considerada «uno de los libros de texto de arquitectura más exitosos jamás escritos».